# Congreso Judío de Israel
El Congreso Judío de Israel (CJI) (en inglés: Israeli Jewish Congress) fue fundado en 2012. El CJI representa a la comunidad judía de Israel en relación con los judíos de la diáspora, las comunidades judías, principalmente europeas y los foros y las instituciones internacionales. Su sede central se encuentra en la ciudad de Tel Aviv, en Israel, y dispone de oficinas en varias capitales europeas.

## Objetivos
- Promover el principio de Israel como estado judío.
- Promover y fortalecer el carácter judío y democrático del Estado de Israel, tal como dispone la declaración de independencia.
- El refuerzo y el endurecimiento de las relaciones mutuas entre la comunidad judía en Israel y los judíos de Europa.
- La preservación y el fortalecimiento de la tradición judía en Israel y en la diáspora.
- La promoción de los intereses de la comunidad judía en Israel.
- La conmemoración respetuosa y eficaz del holocausto.
- La oposición a cualquier manifestación de antisemitismo o racismo.
- La promoción y el apoyo en Israel en la comunidad internacional.
- La promoción de programas para fortalecer la solidaridad judía en Israel y a la diáspora.[2]

## Historia
El CJI fue fundado por un grupo de israelíes prominentes, entre ellos el exmiembro de la Kenésset y exdirector del Mossad Danny Yatom, el Sr. Vladimir Sloutsker,
El expresidente del Congreso Judío de Rusia y exvicepresidente del Congreso Judío Europeo, el general retirado Yaakov Borosvky, el ex-comandando del Distrito norteño de la Policía de Israel y el fiscal Lipa Meir que forman el Consejo de Administración. El Sr. Sloutsker es el Presidente del CJI.